# Aldo Bonacossa
Aldo Bonacossa, né le 7 août 1885 à Vigevano et mort le 28 juillet 1975 à Milan, est un alpiniste italien. Il est l'auteur de premières et l'un des précurseurs du ski de montagne.

## Biographie
Comme son frère Alberto Bonacossa, Aldo Bonacossa pratique treize sports, dont l'alpinisme jusqu'en 1965 et le ski alpinisme. Cependant, l'alpinisme et le ski sont sans conteste ses sports de prédilection. Dès son plus jeune âge, il se découvre une passion pour la montagne et devient en 1903 membre du Club alpin italien (CAI). Il devient président du Club alpin académique italien de 1933 à 1945. Il se forme à l'alpinisme avec les guides Christian Klucker et Bartolo Sertori.
Il est l'un des précurseurs du ski alpinisme, qu'il lance en 1904, et fonde la Fédération des sports d'hiver (FISI), dont il est également le premier président jusqu'en 1923, puis de nouveau de 1927 à 1929.
Il a pour compagnon d'escalade Paul Preuss, Hans Steger, Paola Wiesinger, Ettore Castiglioni, Albert Ier de Belgique et Giusto Gervasutti. Ses premières ascensions couvrent toute l'étendue des Alpes.
Pendant la Première Guerre mondiale, il est officier du génie et moniteur de ski pour les troupes de montagne (les Alpini) entre 1915 et 1918.
Il grimpe aussi dans les Pyrénées et dans la Sierra Nevada espagnole. En 1934, 1937 et 1939, il dirige trois expéditions dans les Andes dont deux en Patagonie. Aldo Bonacossa est aussi l'un des grands précurseurs du ski de montagne, atteignant de nombreux sommets à skis, des Alpes ligures aux Alpes juliennes. Grand connaisseur de la chaîne alpine, Bonacossa a rédigé plusieurs guides. Pour toutes ces raisons, il était surnommé « le comte blanc ».
Enfin, il est également considéré comme l'un des photographes précurseurs du reportage dans la première moitié du XXe siècle, grâce à son goût novateur en matière de cadrage, de découpage de l'image, d'éclairage et de choix des vues et des sujets.
Il était membre honoraire de l'Alpine Club.

## Premières
- 1903 - Première à ski du Grand Sasso.
- 1913 - Arête des Dames anglaises de l'aiguille Blanche de Peuterey, avec Paul Preuss et Carl Prochownick.
- 1913 - Arête est du Schinhorn avec le comte Ugo di Vallepiana et Miss Rosamond Botsford.
- 1920 - Première ascension hivernale de la Grande Sassière.
- 1923 - Première ascension et descente à ski du Corno Grande.
- 1925 - Premier parcours intégral de l'arête sud-sud-est du Brec de Chambeyron.
- 1926 - Couloir nord-est du Brec de Chambeyron avec Rino Rossi.
- 1931 - Face nord-ouest directe du mont Viso avec Luigi Binaghi et Vitale Bramani.
- 1933 - Face nord de la Grande Casse, aussi appelée « couloir des Italiens », avec Luigi Binaghi.
- 1939 - Acamarachi avec R. Gérard.

## Ouvrages
- Aldo Bonacossa, Beiträge zur Topographie und Geologie des Oberen Malencotales, s.n, 1912, 35 p.
- Aldo Bonacossa, Giovanni Rossi et Club Alpino Italiano, Regione Másino-Bregaglia, Disgrázia, Club Alpino Italiano, 1975, 407 p.
- Aldo Bonacossa et Club Alpino Italiano, Regione dell'Ortler, Tipo-litografia Ripalta, 1915, 482 p.
- Aldo Bonacossa et Bepi Pellegrinon, Gunther Langes : Schleierkante, Nuovi sentieri, 2000, 128 p.
- Aldo Bonacossa, Giovanni Rossi et Club Alpino Italiano, Badile, Céngalo, Ligóncio, Manduino, Sciora, Club Alpino Italiano, 1977, 400 p.
- Aldo Bonacossa, Una vita per la montagna, Tamari, Bologne, 1980[3].

## Hommage et distinction
Le sentier de haute randonnée dans la région du Trentin « Attraversata 133 Aldo Bonacossa : Passo Palade - Val di Rabbi » a été baptisé en sa mémoire.
En 1941, il reçoit la médaille d'or de la valeur athlétique pour ses expéditions dans les Andes.